# Mark Gorski
Mark Gorski (Chicago, Illinois, 9 de gener de 1960) va ser un ciclista nord-americà que era especialista en les proves en pista, concretament en velocitat. El seu èxit, més important el va aconseguir als Jocs Olímpics de 1984 a Los Angeles, on va aconseguir la medalla d'or a la prova de Velocitat individual.
Un cop retirat, va ser director esportiu de l'equip US Postal.

## Palmarès
- 1980
  -  Campió dels Estats Units en Velocitat
- 1982
  -  Campió dels Estats Units en Velocitat
- 1983
  -  Campió dels Estats Units en Velocitat
- 1984
  -  Medalla d'or als Jocs Olímpics de Los Angeles en Velocitat individual
- 1985
  -  Campió dels Estats Units en Velocitat